# 資本装備率
資本装備率（しほんそうびりつ)とは、企業内の労働力に対する設備投資の比率である。資本集約度とも言う。

## 概説
企業の生産性等を表すための指標の一つで、総資本を労働力で除算することにより算出される。この答えの数値が大きければ資本集約的、小さければ労働集約的といえる。ここで、
- 資本集約的:事業活動において、労働力より固定資本に依存する形態。鉄鋼業・石油化学工業・化学工業などがこの形態である[3]。(資本集約型産業のページも参照の事)
- 労働集約的:事業活動において、逆に労働力即ち人の手で行う仕事のほうが多い形態。

をそれぞれ指す。